# 阜康阿魏
阜康阿魏（学名：Ferula fukanensis）是伞形科阿魏属的植物，是中国的特有植物。分布在中国大陆的新疆等地，生长于海拔700米的地区，见于沙漠边缘地区或粘质土壤的冲沟边，目前尚未由人工引种栽培。

## 外部連結
- 阿魏 Awei （页面存档备份，存于） 中藥材圖像數據庫 (香港浸會大學中醫藥學院)